# Robert IV de Beaumont
Pour les articles homonymes, voir Robert IV et Robert de Beaumont.
Robert de Beaumont, 4e comte de Leicester (mort le 21 octobre 1204) est un noble anglais, le dernier comte de Leicester de la famille Beaumont. Il est parfois connu sous le nom de Robert FitzPernel.

## Biographie
Robert est l'aîné des fils survivants de Robert de Beaumont, 3e comte de Leicester et de Pétronille de Grandmesnil, une petite-fille ou arrière-petite-fille de Hugues de Grandmesnil. Jeune homme, il accompagne le roi Richard Cœur de Lion à la troisième croisade. Son père étant mort sur le chemin de la Terre Sainte, il est investi du titre de comte de Leicester au début de 1191 lors de l'étape de Messine en Sicile.
Les domaines de Robert comprennent des fiefs au centre de la Normandie : les châteaux de Pacy, Pont-Saint-Pierre et Grandmesnil ; il dispose également de la seigneurie de Breteuil, mais le château familial avait été démantelé après la révolte de 1173-1174.
À son retour de la croisade, il réserve ses attentions à la défense de la Normandie contre les Français. Après avoir défendu Rouen des progrès de Philippe Auguste, il tente de reprendre son château de Pacy. Il est capturé en juin 1194 par les forces du roi et reste emprisonné pendant trois ans[réf. nécessaire].
Peu de temps après sa libération en 1196, il épouse Loretta de Braose, fille de Guillaume de Braose, 4e Seigneur de Bramber. Ils n'ont pas d'enfants, et la mort de Robert en 1204 marque la fin de la lignée masculine des Beaumont.
À sa mort la Normandie est perdue et reste française. Mais ses grands domaines anglais sont répartis entre les héritiers de ses deux sœurs. La sœur aînée, Amicia, avait épousé le baron français Simon de Montfort, et leur fils, également nommé Simon de Montfort, hérite de la moitié de la succession ainsi que du titre de comte de Leicester. La sœur cadette, Marguerite, avait épousé Saer de Quincy qui hérita de l'autre moitié. Trois ans plus tard Saer a été créé comte de Winchester.